# Гофман, Иосиф
Ио́сиф (Йо́зеф Кази́мир) Го́фман (пол. Józef Kazimierz Hofmann, в США известен как Джо́зеф Хо́фман англ. Josef Hofmann; 20 января 1876, Подгуже близ Кракова — 16 февраля 1957, Лос-Анджелес) — американский пианист и композитор польского происхождения.

## Биография
Родился в семье музыкантов: его отец, Казимир Гофман был пианистом, мать пела в краковской оперетте. В возрасте трёх лет Иосиф получил от отца первые уроки музыки, и, проявив огромный талант, вскоре уже начал выступать как пианист и даже композитор (он также обладал хорошими способностями в математике, механике и других точных науках).
После гастролей по Европе Гофман 29 ноября 1887 дебютировал в США с концертом в театре Метрополитен-опера, где блестяще исполнил Первый концерт Бетховена, а также импровизировал на темы, предлагавшиеся зрителями, вызвав настоящий фурор у публики.
Восхищённый искусством юного музыканта, американский стекольный магнат Альфред Кларк выделил ему пятьдесят тысяч долларов, что позволило семье вернуться в Европу, где Гофман смог спокойно продолжить обучение. Некоторое время его учителем был Мориц Мошковский, однако затем Гофман стал единственным частным учеником Антона Рубинштейна (жившего в то время в Дрездене), который оказал на его творческие взгляды огромное влияние.
С 1894 года Гофман вновь начал выступать на публике, уже не как вундеркинд, а как сформировавшийся зрелый артист. После исполнения им в Гамбурге Четвёртого концерта Рубинштейна под управлением автора тот сказал, что его больше нечему учить, и прекратил занятия с ним.
На рубеже веков Гофман был одним из самых известных и востребованных пианистов в мире: его концерты с огромным успехом проходили в Великобритании, России, США, Южной Америке, везде с аншлагами. На одной из серий концертов в Санкт-Петербурге он поразил публику, сыграв за десять выступлений более двухсот пятидесяти различных пьес. В 1903 и 1904 годах Гофман выступал в Петербурге вместе с Кубеликом, так что, по воспоминаниям О. Мандельштама,
в  сознании тогдашнего петербуржца они сливались в один образ. Как близнецы, они были одного роста и одной масти. Ростом ниже среднего, почти недомерки, волосы чернее вороньего крыла. У обоих был очень низкий лоб и очень маленькие  руки. Оба сейчас мне представляются чем-то вроде премьеров труппы лилипутов.
В 1914 году Гофман эмигрировал в США, где вскоре принял гражданство и продолжил выступления. В 1924 году он принял предложение возглавить только что основанный Кёртисовский институт музыки в Филадельфии, и руководил им до 1938 года. За время его руководства институт вышел на мировой уровень, став прекрасной школой для многих известных в будущем музыкантов.
Активные выступления Гофмана продолжались до начала 1940-х годов, последний его концерт состоялся в Нью-Йорке в 1946. В последние годы жизни Гофман с увлечением занимался разработками в области звукозаписи и механики: ему принадлежат несколько десятков патентов на различные усовершенствования в механизме фортепиано, а также на различные усовершенствования для автомобиля, среди которых амортизатор, сконструированный по аналогии с фортепианной педалью, и «дворники», в основу действия которых положен принцип метронома.

## Творчество
Гофман по праву считается одним из крупнейших пианистов XX века. Блестящая техника вкупе с необычным ритмическим воображением позволяли ему играть со стихийной мощью и силой, а благодаря отличной памяти он мог не заботиться о «восстановлении» сыгранного однажды произведения перед очередным концертом.
Репертуар пианиста был огромным, но не универсальным: он ограничивался по сути наследием первой половины XIX века — от Бетховена до Листа. Наиболее часто Гофман включал в свои программы сочинения Шопена и играл их — особенно вальсы, мазурки — с таким совершенством, «перед которым умолкала всякая критика». Однако, он почти никогда не исполнял музыку современных ему композиторов. Исключением не стал даже Третий фортепианный концерт Сергея Рахманинова, посвящённый Гофману, творчество которого сам Рахманинов очень ценил. Гофман был одним из первых в истории музыкантов, записавших своё исполнение в 1887 году на фонограф, однако в дальнейшем крайне редко записывался в студии. Большое количество записей Гофмана, сохранившихся до наших дней, было сделано на концертах.
Гофман является автором около сотни сочинений (опубликованных под псевдонимом Мишель Дворский), двух книг об искусстве игры на фортепиано: «Советы молодым пианистам» и «Фортепианная игра».
Гофману посвящены фортепианные концерты Морица Мошковского (1898), Сергея Ляпунова (Второй, 1909) и Сергея Рахманинова (Третий, 1909), многочисленные фортепианные пьесы других композиторов, а также книга Константина Штернберга «Этика и эстетика фортепианной игры» (1917).